# Sedm proti Thébám

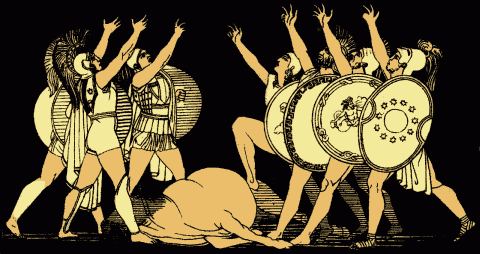
Sedm přísahajících hrdinů

Sedm proti Thébám (řecky Hepta epi Thébás) je v řecké mytologii proslulé válečné tažení proti bohatému opevněnému městu Théby.

## Příčiny
Důvody pro vedení války byly v hrůzném životním příběhu thébského krále Oidipa, jemuž věštba určila, že se stane vrahem vlastního otce a manželem vlastní matky. Když mu bylo prokázáno, že je synem krále Láia, kterého při hádce zabil a že jeho manželka královna Iokasté je jeho matkou, ze zoufalství se Iokasté zabila a Oidipús se oslepil. Ztratil trůn, zemi, i rodinu - synové Eteoklés a Polyneikés se od něj odvrátili, dcera Isména ho ponechala jeho osudu. Jenom Antigona jej doprovázela do vyhnanství a stála při něm až do jeho smrti.

## Théby
Po odchodu Oidipa došlo ke sporům o trůn. S pomocí strýce Kreonta oba bratři došli k dohodě, že se o vládu rozdělí tak, že každý bude vládnout jeden rok a poté vládu předá. První usedl na trůn Eteoklés. Když však rok končil, odmítl bratrovi vládu předat a nakonec jej vyhnal z Théb.

## Argos
Polyneikés našel útočiště i porozumění v Argu, kde byl vlídně přijat králem Adrástem. Ve stejné době našel azyl v Argu také Týdeus, syn kalydónského krále Oinea. Týdeus byl z Kalydónu vyhnán, protože zavraždil své bratrance. Týdeus byl znám jako divoký, krutý a nelítostný bojovník. Přišel o možnost usednout na trůn po svém otci a hledal spojence, který by mu pomohl k návratu do Kalydónu.
Adrástos je oba přijal a také oběma přislíbil pomoc při znovuzískání jejich postavení. Věštba Adrástovi doporučila, aby „zapřáhl do svého dvoukolého vozu kance a lva, co se perou v jeho domě“. Nevěděl si s tím rady, ale brzy pochopil: kalydónský Týdeus měl ve znaku kance, thébský Polyneikés lva. Tak se stali ženichy v Argu: Týdeus dostal Adrástovu dceru Déipylé a Polyneikés Argeiu.
Začala se organizovat armáda a bylo rozhodnuto vyrazit jako první proti Thébám, které byly blíže. Město bylo obehnáno pevnými hradbami, v nich sedm velkých bran. Proti nim vytáhlo sedm velitelů se svými vojsky.
Předpovědi úspěchu nebyly valné, jeden z účastníků, věštec Amfiaráos, dokonce věděl, že všichni kromě Adrásta při dobývání Théb padnou. Proto se nechtěl výpravy zúčastnit, ale Polyneikés nabídl jeho manželce Erifýlé vzácný náhrdelník po pramáti rodu Harmonii a to nakonec zlomilo Amfiaráův odpor, do války se vypravil, ale předtím ještě poručil svým synům, aby zabili svou matku v případě, že se Amfiaráos nevrátí živý. Prý to splnil Alkmaión, syn který bojoval v druhé válce s Epigony.
Tažení mělo podporu bohů, zejména bohyně Athény a samotného Dia, ale také jejich výhrady a varování.
Přízeň však netrvala dlouho a bohové opustili zpupné a vychloubačné bojovníky a nechali je na pospas smrti.

## Přípravy na válku
Thébané všechny přípravy na válku pečlivě sledovali a byli připraveni k obraně města s pevnými hradbami, v nichž bylo sedm pevných městských bran. Když vojsko přitáhlo, útočníci viděli, že město jen tak nedobudou. Adrástos obránce vylákal ven z hradeb a tam jim způsobil citelné ztráty. Nato se Thébané opět stáhli za brány a tam vytrvali.
Adrástos své vojsko rozdělil, každý ze sedmi vůdců měl zaútočit na jednu z bran. Boj se však pro útočníky nevyvíjel dobře. První v boji zahynul Kapaneus, po něm Parthenopaios, i Týdeus i Hippomedón, válku měli rozhodnout thébští bratři, v souboji však zahynuli oba. Poslední byl Amfiáráos. Tak se živý z bojů dostal jenom král Adrástos, který vyskočil na svého okřídleného koně Arióna a zmizel.

## Vojevůdci
- Adrástos - se stal se velitelem vojska. On rozhodl, že prvním cílem budou bližší Théby. Město bylo otřeseno nedávnými událostmi a nezdálo se, že útočníci narazí na velké problémy.

- Kapaneus vynikal fyzickou silou, jeho neštěstím ale bylo, že se rád vyvyšoval a chlubil se, že ho ani nejvyšší bůh Zeus svou silou nezastíní při dobývání Théb. To Dia tak rozezlilo, že Kapanea srazil svým bleskem v okamžiku, kdy se chystal skočit z hradeb do města. Stal se tak prvním zabitým v této válce.Po válce jeho tělo obřadně spálili na hranici, na kterou se za ním prý vrhla i jeho manželka Euadné. Spolu byli rodiči Sthenela, který spolu s dalšími Epigony (Potomky) po uplynutí deseti let dobyl Théby.

- Parthenopaios - byl spojencem argejských, původem byl synem kalydónského krále Meleagra a krásné lovkyně Atalanty. O jeho činech ve válce proti Thébám se mnoho nepovídá, dobýval jednu ze sedmi městských bran. V plné zbroji, krytý prý štítem s vyobrazením Sfingy, která drží v drápech mrtvého thébského muže. Nic ho však nezachránilo, obránce thébských na něj shodil z vrcholu hradeb veliký balvan, který Parthenopaia usmrtil.

- Hippomedón - žil v Argu a uvádí se, že jeho švagrem byl argejský král Adrástos. Na informace o něm jsou vypravěči skoupí, ví se však, že měl syna Polydóra, který se zúčastnil druhé války Epigonů.

- Amfiaráos - byl synem krále Oiklea, manželem Adrástovy sestry Erifýlé. Byl nadán věšteckým uměním. Ukázalo se, že Amfiaráos válku nepodporuje, ostatně nebyla po vůli ani bohům. Amfiaráos se odmítal tažení zúčastnit. Tehdy se do událostí vložil Polyneikés, Navštívil Erifýlé, Amfiaráovu manželku. Ta již předtím zahlazovala spory mezi svým manželem a svým bratrem Adrástem. Na její vliv vsadil Polyneikés a na našeptávání Týdeovo jí přinesl darem vzácný, dokonce kouzelný náhrdelník. Ten kdysi dávno darovala sama bohyně Afrodíté pramáti rodu Harmonii, manželce zakladatele Théb Kadmovi. Za tuto vzácnost Erifýlé urovnala spor mezi Adrástem a Amfiaráem a ten se k výpravě proti Thébám skutečně přidal.

- Týdeus byl zarputilý podněcovač k válce. Vyslali ho předem do Théb, ještě před vším vojskem. Měl vyjednávat s Thébany, aby vrátili Polyneikovi vládu. Týdeus byl pod ochranou bohů, vystupoval odvážně, prý malé postavy, přesto vyzýval nepřítele k boji a každou šarvátku vyhrál. Nakonec Thébané vyslali padesát mužů, aby ho zneškodnili na zpáteční cestě. Týdeus ale s pomocí bohů pobil všechny, vyjma jednoho.

- Polyneikés je v některých pramenech uváděn jako jeden ze Sedmi, jiné ho neuvádějí. Tím sedmým je jmenován

- Eteoklos - byl synem hrdiny Hippomena a krásné lovkyně Atalanty. Uvádí se, že jeho štít zobrazoval muže, který zdolává po žebříku jednu z věží obléhaného města. A aby toho bylo víc, na štítě byl také zpupný a rouhačský nápis: "Ani sám bůh Arés mě nesvrhne dolů". Stalo se, co se dalo čekat: obránci Théb ho svrhli s věže a dole u hradeb ho zabili.

## Průběh války
Bohové zjevili mnohá znamení proti vedení války, přidala se jiná neblahá událost: když argejská armáda již táhla na Théby, v Nemei, kde vládl král Lykúrgos, požádali vojáci o vodu dívku, která opatrovala nemluvně. Byla to Hypsipylé, bývalá královna na ostrově Lémnos, dcera krále Thoanta. Ta se dostala do Nemei do otroctví. Dítě, které opatrovala, byl královský syn Ofeltés. Chůva ho položila na zem a šla vojákům ukázat pramen vody. Mezitím se připlazil velký had a dítě zahubil. Amfiaráos to považoval za další znamení nepřízně bohů. Na usmíření bohům založili na počest této události nemejské hry, které se pak pořádaly každé čtyři roky. Podle jiné verze však hry založil hrdina Héraklés na počest a dík nejvyššímu bohu Diovi, který ho podporoval při zdolání nemejského lva.
Vojsko zaujalo pozice před branami, každý z vojevůdců útočil na jednu ze sedmi bran. Tam byl jako první zabit Kapaneus, po něm Týdeus byl zasažen oštěpem do břicha. Jeho ochránkyně bohyně Athéna si vyprosila u nejvyššího boha Dia elixír na záchranu Týdeova života. Než se vrátila, zabil Amfiaráos thébského bojovníka a jeho rozpolcenou hlavu nesl Týdeovi. Ten k ní přiložil ústa, aby vypil jeho mozek pro zvýšení své bojovnosti. V tom okamžiku ho zahlédla Athéna a zhnuseně vylila elixír na zem. Týdeus zranění podlehl.
Thébané pod vedením Kreonta vyrazili do útoku a zahnali argejské na útěk. Amfiaráos prchal ve svém voze, pronásledovatelé už ho málem dostali svými oštěpy, když zasáhl Zeus, udeřil do země bleskem a Amfiaráos zmizel pod zemí, kde prý dále vládl „živý mezi mrtvými“.
Tak neslavně skončila výprava proti Thébám, tragická a zbytečná. Válečná řež byla jenom kulisou pro bratrovražedný boj, končící smrtí obou.
Město se pro tentokrát ubránilo, po deseti letech však už tolik štěstí nemělo. Potomci Sedmi proti Thébám, zvaní Epigoni, město dobyli, brány a hradby rozvalili. Mezi nimi byl také Adrástův syn Aigialeus, který jako jediný v této druhé válce padl. Jeho otec poté zemřel žalem.

## Odraz v umění
- Aischylos a jeho tragédie Sedm proti Thébám a Epigoni
- v Homérově Íliadě jsou zmiňováni hrdinové války Sedmi proti Thébám
- Sofoklova Antigona